# Vaire (gemeente)
Vaire is een gemeente in het Franse departement Doubs in de regio Bourgogne-Franche-Comté. De gemeente maakt deel uit van het arrondissement Besançon. De gemeente is op 1 juni 2016 ontstaan door de fusie van de gemeenten Vaire-Arcier en Vaire-le-Petit en omvat de plaatsen Arcier, Vaire-le-Grand en Vaire-le-Petit. Vaire telde op 1 januari 2022 805 inwoners.

## Geografie
De oppervlakte van Vaire bedraagt 14,04±0 vierkante kilometer; de bevolkingsdichtheid is 57 inwoners per km² (per 1 januari 2019).
De onderstaande kaart toont de ligging van Vaire met de belangrijkste infrastructuur en aangrenzende gemeenten.

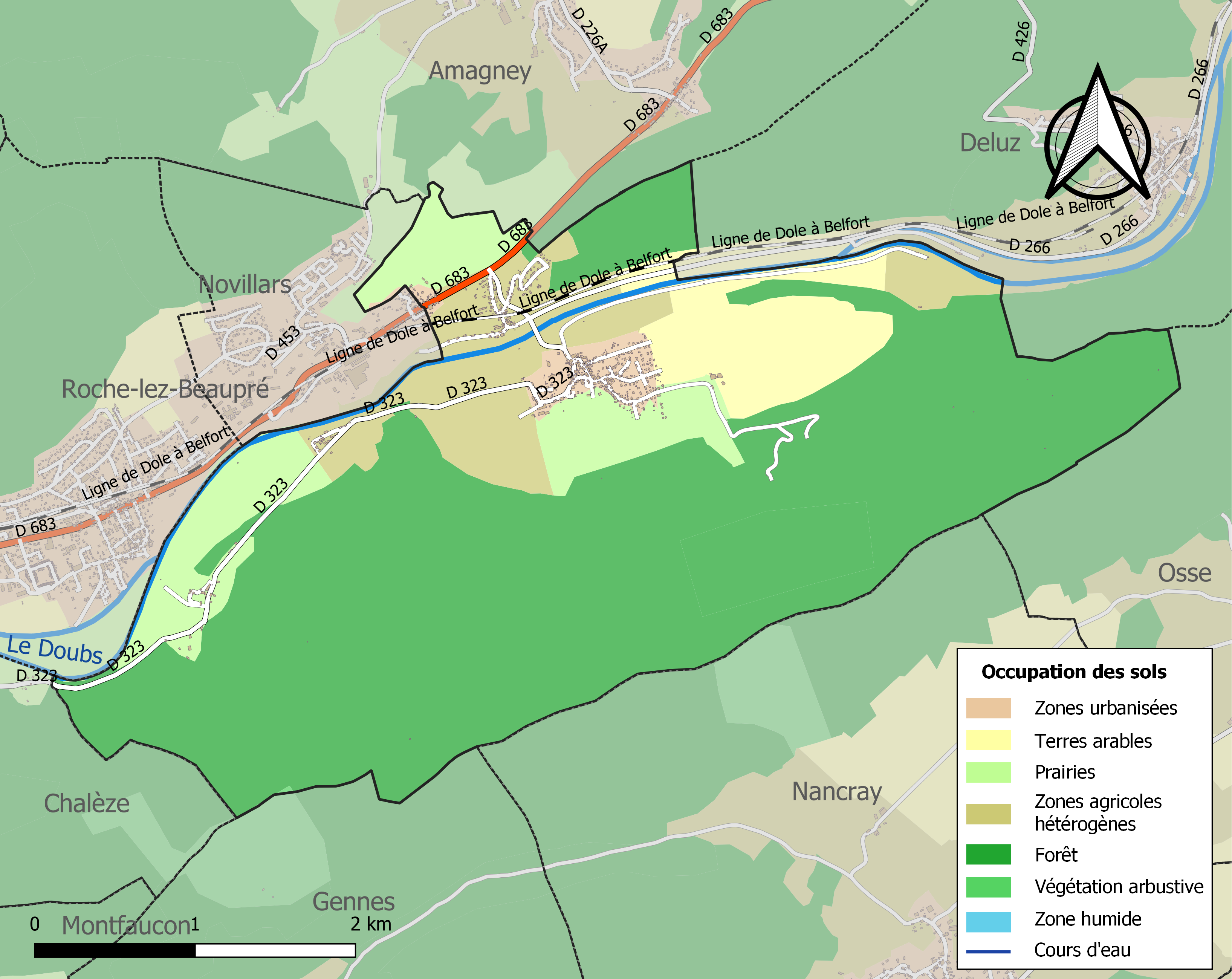